# Oakenshaw (Durham)
Oakenshaw – wieś w Anglii, w hrabstwie Durham. Leży 10 km na południowy zachód od miasta Durham i 373 km na północ od Londynu.